# Stade Roy Fearon
Le stade Roy Fearon est un stade de football localisé à Puerto Barrios au Guatemala avec une capacité de 8 000 personnes.